# Феофан (Сабов)
Феофан, в миру Василь Георгійович Сабов (27 вересня 1905 — 15 червня 1946) — український релігійний діяч.

## Біографія
Народився в селі Іза Хустського р-ну Закарпатської обл, що входило на той час до складу Австро-Угорської імперії. Послушник Миколаївського чоловічого монастиря села Іза Хустського р-ну (24 травня 1923). Монастирська школа в Раковиці (Сербія) (1926).
Чернечий постриг (30 березня 1925). Ієродиякон (8.01.1926). Бітольська духовна семінарія (1933). Священник на приходах в селах Іза, Липча, Чопівці, Затишне. Адміністратор Мукачівсько-Пряшівської єпархії (1941). Очолив делегацію православного духовенства Закарпаття до Москви, з проханням включення Мукачівсько-Пряшівської єпархії до складу Російської православної церкви (1944). Головний претендент на посаду єпископа.
15 червня 1946 року убитий радянськими солдатами у селі Тошнад (Затишне) Берегівського р-ну. Похований на кладовищі Різдва-Богородицького жіночого монастиря в с. Липча Хустського р-ну.
Обставини вбивства Феофана найбільш детально дослідив Данилець Юрій Васильович.